# Dan Frawley
Pour les articles homonymes, voir Dan Frawley (homonymie).
Dan Frawley (né le 2 juin 1962 à Sturgeon Falls dans la province de l'Ontario au Canada) est un joueur professionnel retraité de hockey sur glace.

## Carrière
Il jouait au poste d'ailier droit dans l'association de hockey de l'Ontario (aujourd'hui Ligue de hockey de l'Ontario), dans la Ligue de hockey junior majeur du Québec, dans la Ligue américaine de hockey, dans la ligue internationale de hockey et dans la Ligue nationale de hockey.
Il a commencé sa carrière pour les Wolves de Sudbury en 1979 avant d'être choisi par les Black Hawks de Chicago au cours du repêchage d'entrée dans la LNH 1980 en dixième ronde (204e choix au total).
Il ne fera ses débuts dans la LNH que pour la saison 1983-1984 de la LNH.
En 1985, il rejoint les Penguins de Pittsburgh pour qui il jouera jusqu'à la fin de la saison 1988-1989 de la LNH et dont il est le capitaine avant Mario Lemieux en 1987.
Après un passage dans la LIH, il rejoindra pour six saisons la LAH et les Americans de Rochester avec qui il finira sa carrière en 1998.

## Statistiques
| Saison     | Équipe                  | Ligue      |     | Saison régulière | Saison régulière | Saison régulière | Saison régulière | Saison régulière |   | Séries éliminatoires | Séries éliminatoires | Séries éliminatoires | Séries éliminatoires | Séries éliminatoires |
| Saison     | Équipe                  | Ligue      | PJ  | B                | A                | Pts              | Pun              | PJ               | B | A                    | Pts                  | Pun                  |                      |                      |
| 1979-1980  | Wolves de Sudbury       | AHO        | 63  | 21               | 26               | 47               | 67               |                  |   |                      |                      |                      |                      |                      |
| 1980-1981  | Royals de Cornwall      | LHJMQ      | 28  | 10               | 14               | 24               | 76               |                  |   |                      |                      |                      |                      |                      |
| 1981-1982  | Royals de Cornwall      | LHO        | 64  | 27               | 50               | 77               | 239              | 5                | 3 | 8                    | 11                   | 19                   |                      |                      |
| 1982-1983  | Indians de Springfield  | LAH        | 80  | 30               | 27               | 57               | 107              |                  |   |                      |                      |                      |                      |                      |
| 1983-1984  | Indians de Springfield  | LAH        | 69  | 22               | 34               | 56               | 137              | 4                | 0 | 1                    | 1                    | 12                   |                      |                      |
| 1983-1984  | Black Hawks de Chicago  | LNH        | 3   | 0                | 0                | 0                | 0                |                  |   |                      |                      |                      |                      |                      |
| 1984-1985  | Admirals de Milwaukee   | LIH        | 26  | 11               | 12               | 23               | 125              |                  |   |                      |                      |                      |                      |                      |
| 1984-1985  | Black Hawks de Chicago  | LNH        | 30  | 4                | 3                | 7                | 64               | 1                | 0 | 0                    | 0                    | 0                    |                      |                      |
| 1985-1986  | Penguins de Pittsburgh  | LNH        | 69  | 10               | 11               | 21               | 174              |                  |   |                      |                      |                      |                      |                      |
| 1986-1987  | Penguins de Pittsburgh  | LNH        | 78  | 14               | 14               | 28               | 218              |                  |   |                      |                      |                      |                      |                      |
| 1987-1988  | Penguins de Pittsburgh  | LNH        | 47  | 6                | 8                | 14               | 152              |                  |   |                      |                      |                      |                      |                      |
| 1988-1989  | Penguins de Pittsburgh  | LNH        | 46  | 3                | 4                | 7                | 66               |                  |   |                      |                      |                      |                      |                      |
| 1988-1989  | Lumberjacks de Muskegon | LIH        | 24  | 12               | 16               | 28               | 35               | 14               | 6 | 4                    | 10                   | 31                   |                      |                      |
| 1989-1990  | Lumberjacks de Muskegon | LIH        | 82  | 31               | 47               | 78               | 165              | 15               | 9 | 12                   | 21                   | 51                   |                      |                      |
| 1990-1991  | Americans de Rochester  | LAH        | 74  | 15               | 31               | 46               | 152              | 14               | 4 | 7                    | 11                   | 34                   |                      |                      |
| 1991-1992  | Americans de Rochester  | LAH        | 78  | 28               | 23               | 51               | 208              | 16               | 7 | 5                    | 12                   | 35                   |                      |                      |
| 1992-1993  | Americans de Rochester  | LAH        | 75  | 17               | 27               | 44               | 216              | 17               | 1 | 7                    | 8                    | 70                   |                      |                      |
| 1995-1996  | Americans de Rochester  | LAH        | 77  | 12               | 16               | 28               | 194              | 19               | 5 | 6                    | 11                   | 8                    |                      |                      |
| 1996-1997  | Americans de Rochester  | LAH        | 77  | 11               | 22               | 33               | 115              | 10               | 2 | 2                    | 4                    | 8                    |                      |                      |
| 1997-1998  | Americans de Rochester  | LAH        | 75  | 12               | 20               | 32               | 175              | 4                | 0 | 0                    | 0                    | 2                    |                      |                      |
| Totaux LNH | Totaux LNH              | Totaux LNH | 273 | 37               | 40               | 77               | 674              | 1                | 0 | 0                    | 0                    | 0                    |                      |                      |